# 마블 스튜디오
마블 스튜디오(Marvel Studios, LLC)는 1993년에 설립된 미국 캘리포니아주 버뱅크에 있는 마블 코믹스 기반의 영화 제작 회사로 월트 디즈니 스튜디오의 자회사다. 2008년부터 마블 시네마틱 유니버스에서 나오는 만화의 기반을 가지고 영화를 제작한다.
1993년, 마블 필름(Marvel Films)라는 명칭을 사용했다가, 1996년 현재의 이름으로 바꾸었다. 2015년 8월, 모기업이 마블 엔터테인먼트에서 월트 디즈니 스튜디오로 변경되었다. 케빈 파이기가 제작과 사장을 맡고 있다.

## 역사

### 디즈니에 인수된 후
2015년 2월 9일, 디즈니와 소니는 다음 스파이더맨 영화를 같이 협업한다고 발표했다. 그 첫 번째 영화는 스파이더맨: 홈커밍이다. 에이미 파스칼과 케빈 파이기가 제작을 맡게 된다. 영화 판권은 여전히 소니에 있다. 마블 스튜디오는 스파이더맨 미래의 영화를 마블 시네마틱 유니버스에 유기적인 통합할 기회를 얻게 되었다.
2015년 8월, 마블 스튜디오는 월트 디즈니 스튜디오와 통합되었으며, 케빈 파이기는 마블 엔터테인먼트 CEO인 아이작 펄머터 대신에, 월트 디즈니 스튜디오 회장인 알란 혼으로 직접 보고한다. 마블 텔레비전과 마블 애니메이션은 이전과 같이 아이작 펄머터 통제 하에 있다.
2017년 12월 14일, 모 회사인 월트 디즈니 컴퍼니가 21세기 폭스의 영화, TV 자산 대부분을 57조원에 인수했다. 보도 자료에 따르면, 엑스맨, 판타스틱 4, 데드풀의 영화화 판권도 돌아왔다. 2019년 3월 20일, 인수 작업이 완료되었다.

## 캐릭터 판권
| 상태   | 캐릭터        | 최종 소유 회사                       | 판권 임대 날짜 | 회수 확인 날짜   | 주해     |
| ------ | ------------- | ------------------------------------ | -------------- | ---------------- | -------- |
| 예     | 엑스맨        | 20세기 폭스                          | 1993년         | 2019년 3월 20일  |          |
| 예     | 블랙 팬서     | 컬럼비아 픽처스, 아티잔 엔터테인먼트 | 1992년 6월     | 2005년           |          |
| 예     | 아이언맨      | 뉴 라인 시네마                       | 1990년 4월     | 2005년 11월      |          |
| 예     | 토르          | 소니 픽처스 엔터테인먼트             | 2000년 5월     | 2006년 4월       |          |
| 예     | 블랙 위도우   | 라이언스게이트                       | 2000년 5월     | 2006년 6월       |          |
| 부분적 | 헐크          | 유니버설 스튜디오                    | 1992년         | 2006년           | [ 주 1 ] |
| 예     | 블레이드      | 뉴 라인 시네마                       |                | 2013년 5월       |          |
| 예     | 데어데블      | 20세기 폭스                          | 1997년         | 2012년 10월 10일 |          |
| 예     | 엘렉트라      | 20세기 폭스                          | 1997년         | 2012년 10월 10일 |          |
| 예     | 고스트 라이더 | 소니 픽처스 엔터테인먼트             | 2000년 5월     | 2013년 5월 2일   |          |
| 예     | 퍼니셔        | 라이언스 게이트                      | 2000년 5월     | 2013년 5월 2일   |          |
| 예     | 루크 케이지   | 소니 픽처스 엔터테인먼트             | 2003년         | 2013년 5월       |          |
| 대여   | 스파이더맨    | 소니 픽처스 엔터테인먼트             | 1985년         |                  | [ 주 2 ] |
| 예     | 판타스틱 포   | 콘스탄틴 필름                        | 1986년         | 2019년 3월 20일  |          |
| 예     | 데드풀        | 20세기 폭스                          | 2000년 5월     | 2019년 3월 20일  |          |
| 예     | 네이머        | 유니버설 스튜디오                    | 1997년         | 2014년 7월       |          |
| 예     | 아이언 피스트 | 아티잔 엔터테인먼트                  | 2000년 5월     | 2009년 3월       |          |
| 예     | 앤트맨        | 아티잔 엔터테인먼트                  | 2000년 5월     | 2006년 4월       |          |
| 예     | 이고          | 20세기 폭스                          |                | 2016년 11월      |          |

## 갤러리

마블 스튜디오 로고 (2013년 ~ 2016년)

## 같이 보기
- 마블 엔터테인먼트
- 마블 코믹스
- 마블 코믹스 원작의 영화 작품 목록

## 주해
1. ↑  단독 영화 배급권은 유니버설 스튜디오에 있다.
2. ↑  2015년 2월 9일, 소니와 합의로 마블 시네마틱 유니버스에 출연할 수 있게 되었다.